# Methanimicrococcus
Genre
Espèces de rang inférieur
- M. blatticola

Methanimicrococcus est un genre d'archées méthanogènes dites méthylophes, c'est-à-dire qui produisent du méthane CH4 en réduisant des composés organiques à un atome de carbone tels que le méthanol CH3OH, le méthanethiol CH3SH et la méthylamine CH3NH2.